# Зулендорф
Зулендорф (нім. Suhlendorf) — громада в Німеччині, розташована в землі Нижня Саксонія. Входить до складу району Ільцен. Складова частина об'єднання громад Роше.
Площа — 61,04 км2. Населення становить 2408 ос. (станом на 31 грудня 2021).